# Józef Antoni Boguszewski
Józef Antoni Boguszewski herbu Juńczyk – pisarz czernihowski w latach 1735–1775, pisarz nowogrodzkosiewierski w latach 1730–1735.
Sędzia kapturowy powiatu włodzimierskiego w 1764 roku.